# Spiegle Willcox
Newell Willcox, detto Spiegle (Sherburne, 2 maggio 1903 – Cortland, 25 agosto 1999), è stato un trombonista statunitense.
Ha imparato il trombone a pistoni da giovane sotto la guida del padre, Lynn Willcox, un musicista dilettante e bandleader. Ha acquisito il soprannome "Spiegle" quando era studente presso il Manilus Military Academy (lui sosteneva che non poteva ricordare l'origine specifica del soprannome), dove lui suonava nella fanfara della scuola.
Egli passò al trombone a tiro nella sua tarda adolescenza, e si unì un gruppo chiamato The Big Four nella vicina Syracuse (New York). La band venne notato da un giovane aspirante bandleader di nome Paul Whiteman, che per primo si è unito al gruppo, poi ha assunto la sua leadership come Paul Whiteman Collegians, e li ha portati alla platea più grande di New York nel 1923.
Willcox ha fatto la sua prima incisisione con i Collegians, e rimase con Whiteman per tre anni, costruendosi una reputazione come un buon lettore musicale con un suono ricco, dolce, e insieme sofisticata (a differenza del suono rauco delle orchestre "hot"). Willcox si considerava soprattutto un suonatore melodico piuttosto che un solista improvvisatore.
Tornò a Cortland per un certo tempo dopo aver lasciato la band nel 1925, ma lui era molto richiesta, e ha suonato brevemente con i California Ramblers prima di unirsi al famoso orchestra di Jean Goldkette, dove ha sostituito Tommy Dorsey. Poco dopo, si unirono alla band il cornettista Bix Beiderbecke e il sassofonista Frankie Trumbauer, rendendola una delle formazioni musicali più importanti del periodo.
Nel 1927, e con una famiglia da mantenere, il trombonista ha optato per la maggiore certezze economiche e di unirsi alla ditta di carbone di suo padre, piuttosto che proseguire la vita del musicista professionista. Ha continuato a suonare con un gruppo di dilettanti per feste locali nel fine settimana nella città di Siracusa, e ha continuato così per quasi mezzo secolo.
Nel 1975, Willcox è stato invitato a prendere parte ad un concerto di riunione della band di Jean Goldkette alla Carnegie Hall, dove ha rinnovato la sua amicizia con il violinista italo-americano Joe Venuti. Venuti ha convinto il trombonista, ora in pensione dal business del carbone, a unirsi a lui su per una serie di impegni nei jazz club, e hanno lavorato insieme fino alla morte del violinista nel 1978, periodo in cui Willcox aveva fermamente ristabilito il suo nome sulla scena musicale.
Ha iniziato a suonare regolarmente in America, tra cui molte apparizioni al famoso Jazz Giubileo di Sacramento (California), ed era diventato un assiduo frequentatore di Europa. Inoltre, ha fatto alcune apparizioni con Vince Giordano's Nighthawks Orchestra. Egli ha anche fatto una rara collaborazione in studio di incisione con un gruppo di musicisti olandese ad Amsterdam nel 1994. Il disco è uscito con un titolo appropriato "Jazz Keeps You Young", anche se a 91 anni è diventato quasi sicuramente il più anziano trombonista di aver inciso un disco.
Nel 1995 ha vinto il Benny Carter Award della American Federation of Jazz. Il trombonista rievocò la sua esperienza con Biederbecke per il film documentario intitolato "Bix" nel 1981, dove lui parla della sua vita e la musica in un'importante documentario televisivo sul jazz prodotto da film-maker Ken Burns. Ha lasciato una figlia, Cynthia.